# Granyena de les Garrigues
Granyena de les Garrigues (em catalão e oficialmente) ou Grañena de las Garrigas (em castelhano) é um município da Espanha na comarca de Garrigues, província de Lérida, comunidade autónoma da Catalunha. Tem 20,5 km² de área e em 2021 tinha 154 habitantes (densidade: 7,5 hab./km²).

## Demografia
| Variação demográfica do município entre 1991 e 2004 [carece de fontes?] | Variação demográfica do município entre 1991 e 2004 [carece de fontes?] | Variação demográfica do município entre 1991 e 2004 [carece de fontes?] | Variação demográfica do município entre 1991 e 2004 [carece de fontes?] |
| ----------------------------------------------------------------------- | ----------------------------------------------------------------------- | ----------------------------------------------------------------------- | ----------------------------------------------------------------------- |
| 1991                                                                    | 1996                                                                    | 2001                                                                    | 2004                                                                    |
| 182                                                                     | 179                                                                     | 154                                                                     | 169                                                                     |